# Montauroux
Montauroux – miejscowość i gmina we Francji, w regionie Prowansja-Alpy-Lazurowe Wybrzeże, w departamencie Var.
Według danych na rok 1990 gminę zamieszkiwały 2773 osoby, a gęstość zaludnienia wynosiła 83 osoby/km² (wśród 963 gmin regionu Prowansja-Alpy-W. Lazurowe Montauroux plasuje się na 217. miejscu pod względem liczby ludności, natomiast pod względem powierzchni na miejscu 296.).